# Iva Frühlingová

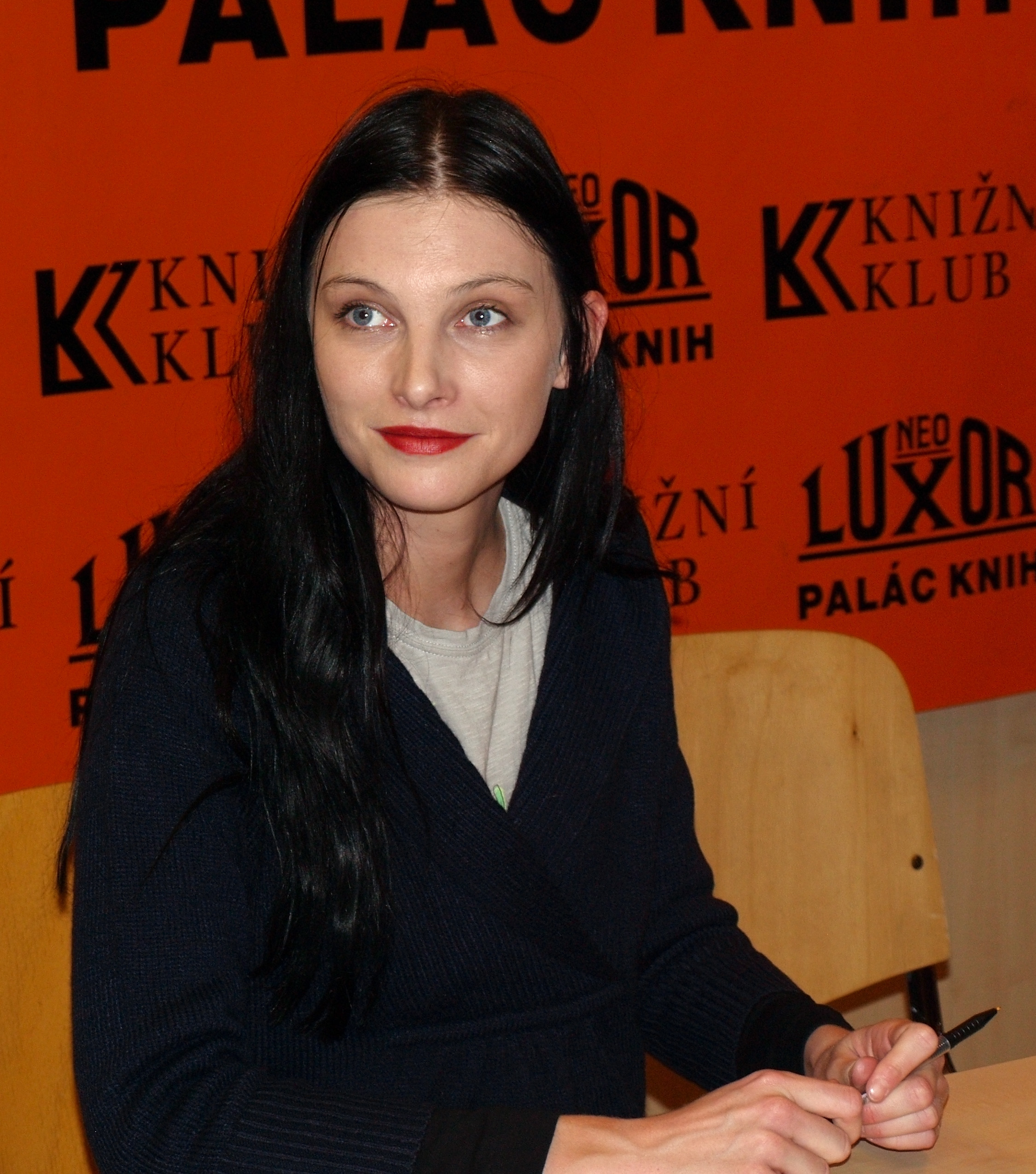
Iva Frühlingová (octombrie 2009)

Iva Frühlingová  (n. 11 mai 1982, Litvínov) este un fost fotomodel și cântăreață cehă. În anul 1996 ea a luat parte la un concurs de frumusețe din Praga, fiind ulterior angajată ca manechin în Paris. Își ia rămas bun în anul 2005 de la cariera de manechin, concentrându-se pe cariera de cântăreață. În anul 2004 va apare albumul muzical al ei "Litvínov", ulterior se mută la Praga unde-i va apare albumul "Baby Doll".

## Discografie
- Litvínov (2004), EMI[1]
- Baby Doll (2005)
- Strip Twist (2006)